# Eccard von Gablenz
Eccard von Gablenz (Königsberg, 26 gennaio 1891 – Rheinbach, 17 dicembre 1978) è stato un generale tedesco della Wehrmacht durante la seconda guerra mondiale.

## Biografia
Nato in seno alla nobile famiglia dei baroni von Gablenz, si iscrisse nell'esercito imperiale tedesco nell'aprile del 1910 e venne inquadrato come cadetto nel reggimento della guardia dello zar Alessandro, ottenendo il brevetto da ufficiale il 18 agosto 1911. Nel 1912 venne nominato aiutante del suo reggimento e combatté quindi nella prima guerra mondiale.
Dopo la fine della Grande Guerra venne assunto col grado di capitano nel Reichswehr, inizialmente dal 1921 come capo della 12ª compagnia del 9º reggimento di fanteria (prussiano). Dal 1925 al 1927 venne nominato aiutante del 9º reggimento di fanteria. Il 1º gennaio 1929 venne promosso maggiore e rilevò il III battaglione del suo reggimento. Nel 1931 venne posto al comando della difesa dei confini presso Grenzmark. Nell'aprile del 1933, venne nominato tenente colonnello, raggiungendo il grado di colonnello due anni più tardi.
Dal 1º dicembre del 1935 sino al 23 novembre del 1938 venne posto al comando del reggimento di fanteria di stanza a Paderborn, passando poi al 18º reggimento di fanteria. Il 1º agosto 1938 venne nel frattempo promosso al grado di maggiore generale. Venne quindi nominato comandante del 5º reggimento a Dresda, divenendo così responsabile dell'area di confine con la Cecoslovacchia. Il 15 marzo 1939, giorno dell'annessione tedesca della Repubblica Ceca, Radola Gajda prese contatti con von Gablenz e gli promise lealtà e cooperazione ed inizialmente questo fatto venne accolto positivamente, ma quando i suoi superiori gli fecero notare che Gajda non era un rappresentante ufficiale del governo i contatti vennero interrotti.
Dall'ottobre al dicembre del 1939, fu comandante della 32ª divisione di fanteria, prese parte all'attacco alla Polonia ed infine venne trasferito nella regione tedesca dell'Eifel, al confine con la Francia. Nell'agosto 1939 e sino al 13 dicembre 1941 f comandante della 7ª divisione di fanteria. Il 1º agosto 1940 venne promosso tenente generale. Il 21 giugno 1941 pronunciò il seguente discorso ai suoi soldati:
Dopo aver scoperto alla fine di luglio del 1941 che i soldati tedeschi stavano depredando le campagne e l'area loro assegnata in pieno in contrasto con l'ordine emanato, a metà agosto del 1941 eseguì l'ordine di utilizzare il raccolto per aumentare le scorte di cibo dei soldati tedeschi, ma impose il ritorno all'ordine. Da fine agosto a metà settembre del 1941, la divisione fu coinvolta nell'offensiva Roslavl–Novozybkov.
Nel dicembre 1941 ottenne il comando del XXVII. Armeekorps Esercito vicino a Mosca, dimettendosi dal proprio comando all'inizio di gennaio del 1942 per protesta all'ordine di Hitler che gli aveva intimato di fermarsi dall'avanzata verso il cuore della Russia. Venne portato davanti alla corte marziale anche per il comportamento scellerato tenuto dai suoi uomini al fronte e venne condannato alla libertà vigilata al fronte.
Dal 13 febbraio 1942 al 16 gennaio 1943 fu al comando della 384ª divisione di fanteria. Poco prima che la divisione fosse rinchiusa nella sacca di Stalingrado, riuscì a fuggire col suo staff. Da metà marzo 1943 a giugno 1944 assunse la guida della 404ª divisione di fanteria. Divenne quindi l'unico comandante della 232ª divisione di fanteria, l'ex divisione di fanteria Wildflecken, fino alla fine della guerra. Con questa divisione venne impegnato in Italia, nei pressi di Brescia e Milano. Il 25 aprile 1945, la divisione fu l'unica divisione a sfuggire all'accerchiamento americano e delle forze italiane al comando del generale Graziani. Una settimana dopo, tuttavia, la divisione si arrese e il generale divenne prigioniero di guerra americano.
Dal 1957 visse a Mönckeberg. Nel luglio 1960, il ministero della difesa della RDT valutò la possibilità di includere von Gablenz e l'ex colonnello Bogislaw von Bonin, col tramite del contatto Vincenz Müller, per organizzare la politica dell'allora ministero della difesa guidato da Franz Josef Strauß. Alla fine l'incontro saltò prima di essere organizzato.
Eccard von Gablenz sposò Orlanda von Caprivi, nipote del celebre generale tedesco e cancelliere del reich Leo von Caprivi.